# Suezbugten
Suezbugten er en bugt i Egypten, som adskiller Sinai-halvøen fra Afrika i den nordlige ende af det Røde Hav. Længst mod nord ligger havnebyen Suez og indgangen til Suez-kanalen.